# Пътепис
Пътепис е литературно произведение, описващо пътуване до определено географско място, град, планина и др. Пътеписът е разказ от името на пътуващия човек, описващ видяното и даващ своите субективни оценки и коментари. Най-известният български пътепис е „До Чикаго и назад“ на Алеко Константинов. Пътеписи са писали още Иван Вазов, Антон Страшимиров и други.

## Пътеписи за България и Балканите
Балканите и България отдавна присъстват в европейските литературни произведения
- Константин Иречек, Пътувания по България, 1974
- Виктор Григорович, „Очерк путешествия по Европейской Турции“, 1848
- Джеймс Бейкър (1830 - 1906), „Европейска Турция“, 1877
- Богдан Филов, Пътувания из Тракия, Родопите и Македония 1912 – 1916, 1993
- Михаил Йонов, Европа отново открива Българите – Българите и българските земи през погледа на чужди пътешественици XV- XVIII век, 1980
- Ханс Шилтбергер, Пътепис, 1971
- Жеко Борисов Попов (съставител), Северна Добруджа – пътеписни бележки и спомени за българите (1878 – 1940) 1993
- Борис Дерибеев, Ахрида – непозната земя, 1982
- Васил Василев (съставител), България – Френска хроника 1876 – 1878, 1988
- Мария Тодорова (увод, съставителство и коментар), Английски пътеписи за Балканите, края на 16 век – 30 те години на 19 век, том 7, 1987
- Михаил Йонов (увод подбор и коментар), Немски и австрийски пътеписи за Балканите 17 – 18 век / том 6, 1986
- Агоп Орманджиян (съставителство, превод и коментар), Арменски пътеписи за Балканите 17 – 19 век / том 5, 1984
- Бистра Цветкова (съставител и редактор), Френски пътеписи за Балканите 19 век / том 4, 1981
- Михаил Йонов (увод подбор и коментар), Немски и австрийски пътеписи за Балканите 15 – 16 век / том 3, 1979
- Петър Миятев (подбор, превод и коментар), Маджарски пътеписи за Балканите 16-19 век, 2 том, 1976
- Бистра Цветкова (съставител и редактор), Френски пътеписи за Балканите 15 – 18 век / том 1, 1975
- Мехмед Нешри, Огледало на света, 1984
- Евлия Челеби – пътепис, 1972
- Ханс Дерншвам, Дневникът на Ханс Дерншвам за пътуването му до Цариград през 1553-1555 г., 1970
- Джорджина Макензи и Аделина Ърби, Пътувания из славянските провинции на Европейска Турция, Видин, 1891; С., 1983
- Мери Монтегю и Елизабет Крейвън, Мария Киселинчева (превод, подбор и предговор), Балканите през погледа на две английски пътешественички от XVIII век, 1979
- Бертрандон де ла Брокиер, Задморско пътешествие, 1968
- Иван дьо Вестин, Пътуване в страната на въстаналите Българи, 1971
- Пол Рико, Сегашното състояние на Османската империя и на гръцката Църква (XVII век), 1988
- Стефан Герлах, Дневник на едно пътуване до Османската порта в Цариград, 1976
- Руджер Йосип Бошкович, Дневник на едно пътуване, 1975